# Manuel Matta Aragay
Manuel José Ramón Matta Aragay, (Talca, 10 de noviembre de 1946) es un abogado y político demócratacristiano chileno. Se desempeñó como diputado y senador representando a la Región del Maule. 
Se casó con Isabel Aylwin Oyarzún, hija del expresidente de la República Patricio Aylwin, quien estudió en el mismo Internado Nacional Barros Arana que Matta.

## Actividades públicas
Estudió en el Internado Nacional Barros Arana, donde fue elegido presidente del Centro de Alumnos. Luego ingresó a la Facultad de Derecho de la Universidad de Chile, donde obtuvo su título de abogado. Ingresó a la Democracia Cristiana Universitaria, llegando a ser Vicepresidente Nacional en 1973.
Trabajó como asesor de la Unión Nacional de Organizaciones Sindicales de la Fundación Nacional por el Desarrollo en Proyectos Rurales del Arzobispado de Santiago; de las confederaciones nacionales campesinas: Libertad, Triunfo Campesino y Sargento Candelaria. Abogado jefe del Departamento Jurídico de Agra Ltda., ex departamento campesino de la Vicaría de la Solidaridad. Profesor de derecho del Instituto de Humanismo Cristiano y de la Universidad Diego Portales.
Fue elegido diputado por el distrito 40 de Longaví, Retiro, Parral, Cauquenes, Pelluhue y Chanco. Integró la Comisión Permanente de Salud; y la de Agricultura, Desarrollo Rural y Marítimo; miembro de la Comisión Especial de Bienes del Congreso.  
Para las elecciones parlamentarias de 1993 resulta elegido senador por la Circunscripción 11 (Maule Sur) para el período 1994-2002. Integró la Comisión Permanente de Economía; y la de Agricultura, que presidió en 1998. Postuló a la reelección, pero fue derrotado por el socialista Jaime Naranjo. Tras su salida del parlamento, se desempeñó en el ámbito diplomático, siendo Embajador en Portugal (2003-2006) y El Salvador (2006-2010).
En 2013 se presentó como candidato a diputado por el distrito 40 no resultando electo. En abril de 2014 se presentó como candidato en las elecciones primarias, organizadas por el PDC, para definir al reemplazante de Ximena Rincón, que había asumido como ministra de Estado, en el escaño de senador de la circunscripción XI (Maule Sur), triunfando con el 47,94% de los votos. Asumió como senador el 7 de mayo del mismo año.

## Historial electoral

### Elecciones parlamentarias de 1989
- Elecciones parlamentarias de 1989 para Diputado por el Distrito 40 (Longaví, Retiro, Parral, Cauquenes, Pelluhue y Chanco).[6]

### Elecciones parlamentarias de 1993
- Elecciones parlamentarias de 1993 a Senador por Circunscripción 11 (Maule Sur).[7]

### Elecciones parlamentarias de 2001
- Elecciones parlamentarias de 2001 a Senador por Circunscripción 11 (Maule Sur).[8]

### Elecciones parlamentarias de 2013
- Elecciones parlamentarias de 2013 para Diputado por el Distrito 40 (Longaví, Retiro, Parral, Cauquenes, Pelluhue y Chanco).

### Elección complementaria de 2014
- Elección complementaria de 2014 a Senador por Circunscripción 11 (Maule Sur).

### Elecciones parlamentarias de 2017
- Elecciones parlamentarias de 2017 a Diputado por el distrito 18 (Cauquenes, Chanco, Colbún, Linares, Longaví, Parral, Pelluhue, Retiro, San Javier, Villa Alegre y Yerbas Buenas)[9]